# Pleuronectes platessa
La platessa (Pleuronectes platessa Linnaeus, 1758), conosciuta anche come passera di mare (Regolamento (UE) 2016/1679), è un pesce d'acqua salata, appartenente alla famiglia Pleuronectidae.

## Distribuzione e habitat
Tale specie è diffusa nell'Atlantico orientale (dalla Groenlandia fino al Marocco), nel Mar Baltico e nel Mar Bianco. È rara nel Mediterraneo. Abita fondali sabbiosi, dove può mimetizzarsi. Gli esemplari giovani vivono in prossimità della riva, mentre gli adulti si spingono più in profondità.

## Descrizione

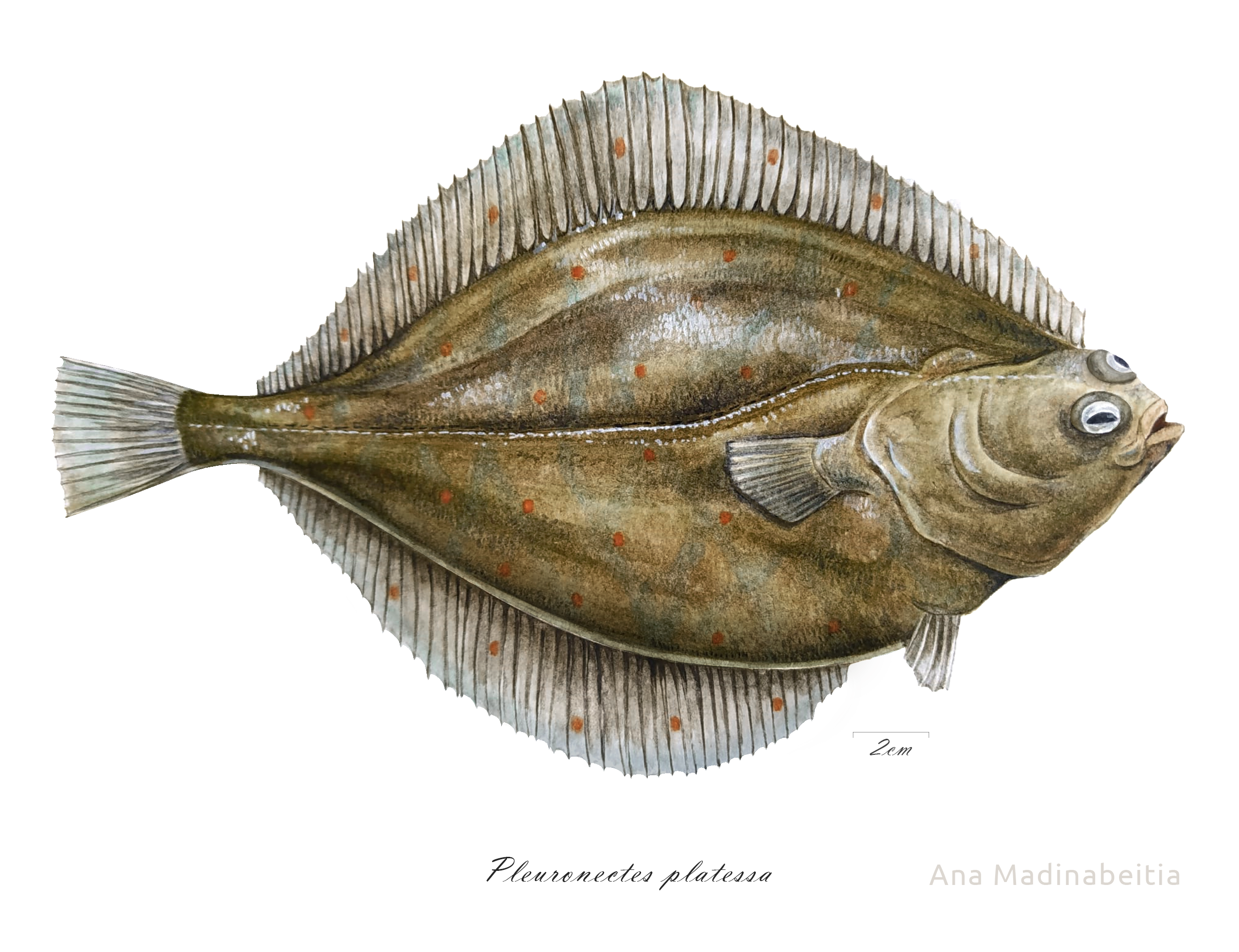
Illustrazione di Pleuronectes platessa o passera di mare. Ana Madinabeitia, [https://www.norarte.es/en/ Norarte studio

Il corpo ha forma romboidale, molto schiacciato ai fianchi, con pinne dorsale e anale simmetriche e opposte, rette da spessi raggi. La pinna caudale è a delta, piuttosto robusta.
La platessa è un pesce adattato a vivere sdraiato sul fianco sinistro, pertanto l'evoluzione ha portato ad avere entrambi gli occhi sul lato destro e una livrea mimetica, mentre il lato sinistro presenta una colorazione biancastra a volte macchiata di nero e una pinna pettorale di piccole dimensioni. 

La livrea è semplice: il lato destro presenta una colorazione bruna con sfumature variabili dal giallo ocra, al rossastro al verde, ed è macchiata e marezzata di bruno e ocellata da decine di macchie rossastre orlate di bianco.

## Riproduzione
Il periodo riproduttivo è nei mesi freddi (da novembre a giugno, secondo le zone geografiche), quando la temperatura dell'acqua è di circa 6 °C. Il numero delle uova deposte varia in base al peso della femmina (50.000 - 500.000).

## Alimentazione
La platessa si nutre di bivalvi, crostacei, stelle marine (Ophiura albida), anfipodi, gasteropodi e policheti.

## Predatori
Questa specie è predata da molti animali, quali delfini, foche, meduse (Pleurobrachia pileus) nonché squali, rane pescatrici e altri pesci.

## Pesca

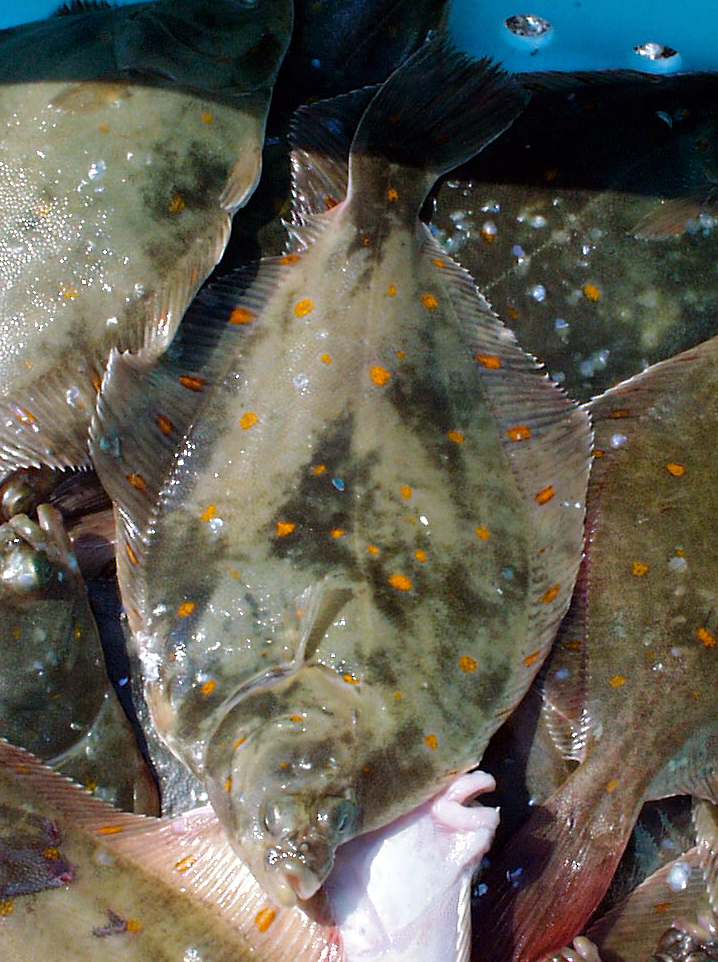
Platesse al banco del pesce

La platessa è oggetto di un'ambita pesca intensiva da parte dell'uomo, che trova le sue carni leggere, delicate e meno costose di quelle della sogliola.

## Acquariofilia
Come altre specie della famiglia, è ospite di acquari pubblici.